# Икарус
Ѝкарус (на унгарски: Ikarus (Ѝкаруш)) е машиностроителна компания, производител на автобуси и тролейбуси, разположена в Будапеща, Унгария.

## История
Създадена е като Uhri Imre Kovács – és Kocsigyártó Üzeme през 1895 г. като работилница за файтони. През 1920-те години започва производство на автобусни каросерии, по-късно произвежда автобуси (през 1939 г. е сглобен 1000-ният автобус). През 1949 г. работилницата за автомобили е национализирана и слята с авиационния производител Ikarus, чието име приема новото обединено предприятие. „Ikarus“ бързо се налага като един от основните производители на автобуси в Източния блок. Като член на СИВ, Унгария се специализира в производството на автобуси и става един от най-големите производители на автобуси в света. През 1955 – 56 с новите модели Ikarus 620 и 630 международните продажби се увеличават и са насочени към страните от Източна Европа, Китай, Египет.
През 1962 г. „Ikarus“ е избран за основен производител на автобуси в рамките на Съвета за икономическа взаимопомощ. С оглед на разширяващото се производство, през същата година влиза в експлоатация нов завод в град Секешфехервар. През 1963 г. е представен съчлененият модел градски автобус „Ikarus 180“, който е призван да задоволи нуждите на бързо разрастващите се градове в страните от социалистическия лагер. От средата на 60-те години до 1973 г. този модел и неговият единичен вариант „Ikarus 556“ се изнасят в големи количества в СССР, ГДР, България (само моделът 180), Румъния.
Нов етап в развитието на предприятието започва през 1967 г., когато е представен нов концептуален модел туристически автобус – „Ikarus 250“. Притежаващ съвременен дизайн (дело на фирмения дизайнер Ласло Финта), новият модел печели няколко награди на международни конкурси. „Ikarus 250“ се превръща в „баща“ на цяло семейство модели с различно предназначение и унифициран дизайн. През 1971 г. на базата на този модел са представени новите градски автобуси „Ikarus 260“ (единичен) и „Ikarus 280“ (съчленен), които са наследници на моделите 556 и 180. През 1973 г. започва серийното им производство и износа за страните от СИВ, както и някои несоциалистически страни като Перу, Тунис, Венецуела, Турция, Гърция и др. През 1977 г. се появява и съчлененият модел „Ikarus 286“, предназначен за американския и канадския пазар. „Ikarus 286“ се произвежда през 80-те години съвместно с американския и канадския производители, съответно „Crown“ и „Orion“, които монтират двигателя и вътрешното обзавеждане на салона. Краят на 70-те години е времето, когато „Ikarus“ въвежда практиката на окончателно сглобяване на готови машинокомплекти в някои от държавите, където изнася продукцията си. Такива са Ирак, Ангола, Либия. За тези страни с тропически климат „Ikarus“ разработва редица модели с различно предназначение и капацитет, като повечето от тях се снабдяват с агрегати (двигатели, скоростни кутии, климатици и др.) на западни производители, с установени традиции в съответната държава. Съществува и практиката на изготвяне само на каросерии, пригодени за монтиране на шасита „Renault“, „Mercedes“ и др. Редица модели се появяват и във варианти с десен волан за държави като Мозамбик и Танзания.
През 80-те години „Ikarus“ разработва нови унифицирани като дизайн серии градски и междуградски/туристически автобуси съответно „400“ и „300“. Създават се новите модели с понижен под и задно разположение на двигателя „410“, „415“, „435“ (съчленен) и др. Същевременно се появява богата гама от високоподови туристически автобуси. В сътрудничество с многобройни чужди производители „Ikarus“ навлиза и в нишата на „миди“ и „мини“ автобусите. Пример за това е и прототипът на малкия автобус „Ikarus 543.70“, проектиран съвместно с „Балканкар“ през 1983 г., предназначен за българския пазар, който обаче не влиза в серийно производство.
Въпреки сериозните постижения в разработването на нови модели, заради непазарната стопанска логика в социалистическия лагер и засилващите се икономически проблеми през 1980-те години, „Ikarus“ не успява да ги въведе в серийно производство, за сметка на което продължава масовата продукция на остарелите вече модели от серията „200“. „Ikarus“ посреща икономическите и политическите промени от края на 80-те години със значителни дългове от страна на СССР, които предизвикват и началото на упадъка на фирмата. Сигурните дотогава пазари на Източна Европа се свиват драстично. Фирмата е раздържавена. Епизодично се произвеждат малки серии автобуси за Турция, Иран, Тайпе, Полша, Швеция, Норвегия, Великобритания, Нова Зеландия, САЩ, Канада. В Тунис започва сглобяването на модела „283“ със специфичен дизайн на каросерията. През 90-те години и първите години на 21 век Русия продължава да бъде основен клиент на „Ikarus“, като се сключват и няколко договора за сглобяване на автобуси по готови машинокомплекти на територията на Русия.
От 1999 г. компанията е собственост на Irisbus, френско-италиански холдинг, който разполага със значителни мощности в цяла Европа. На „Ikarus“ новите собственици отреждат производството на малки и средни автобуси. Фирмата, значително намалила обема на продукцията си, се съсредоточава в производството на моделите „Е13“, „Е14“, Е15", „Е91“, купувани главно от клиенти от Унгария и скандинавските страни. На 11 декември 2007 г. от завода в Секешфехервар излизат последните три автобуса на вече над стогодишния автобусопроизводител, който прекратява дейността си. След няколко безуспешни опита да се откупят акциите и правата над марката, през 2010 г. 18 от нароилите се междувременно малки унгарски автобусопроизводители обявяват, че купуват марката и започват да произвеждат моделите на фирма „ARC“ под марката „Ikarus“. Така се появяват моделите „V134“, „V187“, „E127“, „E134“.

## Модели
| Моделната номенклатура на автобусите „Ikarus“ след Втората световна война има свои особености. Основният модел се отбелязва с дву- или трицифрено число. Всеки основен модел може се произвежда в различни варианти с различни двигатели, скоростни кутии, брой врати, вид и брой на отваряемите прозорци, разположение на седалките и други екстри, според изискванията на съответния клиент. Отчитането на тези модификации става чрез двуцифрен индекс след основния модел. Така например градската модификация на модела на съчленения „Ikarus 280“, изнасян за СССР от 1974 до 1981 г. е „280.01“, боядисан изцяло в жълто, с редуващи се отваряеми/неотваряеми прозорци. Първата и най-масова българска модификация на „Ikarus 280“ е „280.04“, съответно с червено оцветяване под прозорците, с черна ивица на нивото на гумите и бели врати, при който всички (без прозореца срещу последната врата) прозорци са отваряеми. „280.04“ се произвежда от 1974 до 1987 г., като в периода 1982 – 1986 г. за България се изнася и вариант с автоматична скоростна кутия „280.43“, който по нищо друго не се различава от „280.04“. - Ikarus Tr5 – градски - Ikarus Tr3.5 – градски - Ikarus 55 – междуградски - Ikarus 60 – градски - Ikarus 66 – градски/ междуградски - Ikarus 311 – градски/ междуградски - Ikarus 620 – градски - Ikarus 630 – градски - Ikarus 556 – градски - Ikarus 557 – междуградски - Ikarus 180 – градски съчленен (износ за СССР, ГДР, Румъния, България, Перу. Произвежда се между 1966 и 1973 г.) - Ikarus 208 – междуградски - Ikarus 210 – междуградски - Ikarus 211 – междуградски, за Унгария и ГДР, двигател IFA - Ikarus 212 – междуградски - Ikarus 214 – градски - Ikarus 216 – градски - Ikarus 220 – крайградски/междуградски - Ikarus 222 – крайградски/междуградски - Ikarus 223 – междуградски - Ikarus 230 – междуградски - Ikarus 242 – крайградски/градски - Ikarus 246 – градски - Ikarus-250 – междуградски - Ikarus-250.09 - Ikarus-250.12 - Ikarus-250.46 - Ikarus-250.58 - Ikarus-250.59 – междуградски/туристически, за СИВ, вкл. за „Балкантурист“ - Ikarus-250.61 – туристически, за „Балкантурист“, с климатик Thermo King - Ikarus-250.93 - Ikarus-250.95 - Ikarus-250.98 - Ikarus 250 LUX – междуградски - Ikarus 252 – междуградски - Ikarus 254 – луксозен високоподов туристически - Ikarus-255 – междуградски - Ikarus-256 – междуградски, дължина 11 m - Ikarus-256.50 - Ikarus-256.51 – междуградски, за ГДР - Ikarus-256.54 – междуградски/туристически, за СИВ, вкл. за „Балкантурист“ - Ikarus 256.55 – туристически, за Полша - Ikarus-256.56 – туристически, за „Балкантурист“ (1982 – 1983 г.) - Ikarus-256.74 – междуградски/туристически, за СИВ, вкл. за „Балкантурист“ - Ikarus-256.75 – междуградски/туристически за СССР/ОНД - Ikarus 258 – междуградски - Ikarus 259 – крайградски - Ikarus-260 – градски, дължина 11,1 m - Ikarus-260.00 – градски, за Будапеща - Ikarus-260.01 – градски, за СССР - Ikarus-260.02 – градски, за ГДР - Ikarus-260.03 – градски, за Унгария - Ikarus-260.04 – градски, за Полша - Ikarus-260.05 – градски, за Румъния - Ikarus-260.08 – градски, за България (единствена доставка за София през 1974 г.) - Ikarus-260.17 – градски, за Куба - Ikarus-260.18 - Ikarus-260.22 – градски, за Атина - Ikarus-260.27 - Ikarus-260.37 – градски, за СССР - Ikarus-260.43 – крайградски, за ГДР - Ikarus-260.50 – градски, за СССР/ОНД (известно количество внесени нови и в България (Плевен, Благоевград) през 1989 – 1990 г.) - Ikarus-260.51 - Ikarus-260.52 - Ikarus 260Т – тролейбус - Ikarus 261 – градски, десен волан - Ikarus-263 – градски, дължина 11,9 m, двигател RABA D10 UTSLL-160 (280 к.с.) - Ikarus 266 – крайградски (известно количество внесени нови и в България-София-1974-1980) - Ikarus 268 – крайградски - Ikarus 270 – междуградски двуетажен - Ikarus-280 – градски, съчленен, дълъг 16,5 m, 37 места - Ikarus-280.00 – градски, съчленен, за Будапеща - Ikarus-280.01 – градски, съчленен, за СССР - Ikarus-280.02 – градски, съчленен, за ГДР - Ikarus-280.03 – крайградски, съчленен, за ГДР - Ikarus-280.04 – градски, съчленен, за България (ежегодни доставки 1974 – 1987 г.) - Ikarus-280.05 – градски, съчленен, за Румъния - Ikarus-280.08 – градски, съчленен, за Чехословакия (известно количество внесени нови и в България в средата на 70-те години на XX век) - Ikarus-280.09 – градски, съчленен, за Перу - Ikarus-280.10 – крайградски, съчленен, за Чехословакия (известно количество внесени нови и в България (София, Варна, Бургас) в средата на 70-те.) - Ikarus-280.11 – градски, съчленен, за Полша - Ikarus-280.17 – градски, съчленен, за Унгария - Ikarus-280.25 – градски, съчленен, за Истанбул - Ikarus-280.26 – градски, съчленен, за Полша - Ikarus-280.33 – градски, съчленен, за СССР/ОНД (известно количество внесени нови и в България (София, Пловдив, Варна, Бургас, Кърджали и Ст. Загора) през 1985 и 1988 – 1989 г.) - Ikarus-280.38 – градски, съчленен, за Куба - Ikarus-280.43 – градски, съчленен, за България (автоматична ск. кутия, доставки 1983 – 1986 г.) - Ikarus-280.48 – градски, съчленен, за СССР/ОНД - Ikarus-280.58 – градски, съчленен, за Полша - Ikarus-280.59 – градски, съчленен, за България (шестстепенна скоростна кутия, единствена доставка през 1988 г.) - Ikarus-280.60 – градски, съчленен, за Еквадор - Ikarus-280.64 – градски, съчленен, за СССР/ОНД (известно количество внесени нови и в България (Бургас, Пловдив, Варна, Кърджали и Стара Загора) през 1990 г.) - Ikarus-280.69 – градски, съчленен, за Иран - Ikarus-280.87 – градски, съчленен, за Словакия - Ikarus-280.91 – тролейбус, съчленен, за Унгария - Ikarus-280.92T – тролейбус, съчленен, за България (151 броя за София през 1985 – 1988 г. и 4 броя за Враца през 1991 г.) - Ikarus-280.93 – тролейбус, съчленен, за ГДР - Ikarus-280.94 – тролейбус, съчленен, за Унгария - Ikarus 281 – градски, съчленен, с десен волан - Ikarus 282 – градски съчленен - Ikarus 283 – градски, съчленен, дължина 18 m - Ikarus 283T – тролейбус, съчленен - Ikarus 284 – градски, съчленен - Ikarus 284T – тролейбус, съчленен - Ikarus 286 – градски, съчленен, американска версия - Ikarus 290 – летищен автобус - Ikarus 293 – двойно съчленен автобус, дължина 24 m - Ikarus-350 – междуградски - Ikarus-365.10 – междуградски - Ikarus-365.11 – междуградски - Ikarus 366 – междуградски - Ikarus 385 – междуградски - Ikarus 396 – междуградски - Ikarus 955 – междуградски - Ikarus-386 – туристически, дължина 11,6 m, двигател RABA D10 UTSLL-218 (280 к.с.), места – 46 (+1). - Ikarus 405 – малък, градски - Ikarus 411 – градски - Ikarus 411T – тролейбус - Ikarus-412 – градски, нископодов, дължина 12 m - Ikarus 412T – тролейбус - Ikarus-415 – градски, дължина 11,4 m, двигател RABA D10 UTS (280 к.с.), места – 20 (+1). - Ikarus 415T – тролейбус - Ikarus-415.08 – градски - Ikarus 416 – градски САЩ - Ikarus-417 – градски, съчленен, нископодов, дължина 18 m - Ikarus-435 – градски, съчленен, дължина 18 m - Ikarus-435.01 - Ikarus-435.17 – градски, съчленен, дължина 17,8 m, двигател RABA D2156 HM6U (192 к.с.) - Ikarus 435T – тролейбус, съчленен - Ikarus 438 – градски, съчленен - Ikarus 480 – градски - Ikarus-489 – градски, дължина 12 m - Ikarus C56 – междуградски, фейслифт на Ikarus 256 - Ikarus C60 – градски, фейслифт на Ikarus 260 - Ikarus C63 – градски, фейслифт на Ikarus 263 - Ikarus C80 – градски, съчленен, фейслифт на Ikarus 280 - Ikarus C83 – градски, съчленен, фейслифт на Ikarus 283 - Ikarus 506 – междуградски, микробус, Isuzu - Ikarus 521 – междуградски, микробус, VW - Ikarus 542 – междуградски, микробус, Mercedes - Ikarus 543 – междуградски, микробус, Avia - Ikarus 545 – междуградски, IFA - Ikarus 546 – междуградски, микробус, Renault - Ikarus 553 – междуградски - Ikarus 556 – градски (единична версия на модела 180) - Ikarus 557 – междуградски - Ikarus 548 – междуградски - Ikarus 662 – междуградски - Ikarus 664 – междуградски - Ikarus 692 PALT – двуетажен летищен, с автоматична стълба за директно прекачване от и в самолета, 13 m - Ikarus 695.01 APRON – двуетажен летищен, подобен на 692, прототип, 14 m - Ikarus 695.02 APRON II – двуетажен летищен, съчленен, 19 m, предназначен за превоз на пътници между хотела и самолета заедно с багажа. Произведена е една-единствена бройка прототип, до 2009 г. е използван на летището в Будапеща, сегашната му съдба е неизвестна - Ikarus E13 - Ikarus E14 - Ikarus E15 - Ikarus F15 - Ikarus E91 - Ikarus E92 - Ikarus E94, E94 13 и 14,5 m - Ikarus E94G - Ikarus E95 - Ikarus E95M - Ikarus E97 - Ikarus E98 - Ikarus E99 |

## Прототипи
- Икарус 526

## Снимки
- Ikarus 31, тип автобус от 1959; възстановен музеен експонат в град Мишколц, Унгария.
- Ikarus тип 280.70E, пътуващ в град Катовице, Полша.
- Ikarus тип 260.04 във Варшава.
- Тролейбус Ikarus (от ляво)
- Тролейбус Ikarus в София
- Ikarus Polaris (489) на шаси ДАФ, пътуващ в град Манчестър, Великобритания
- Ikarus Ситибус (480) на шаси ДАФ, пътуващ в Рок Фери, Уирал, Великобритания
- Ikarus 481 на шаси ДАФ, пътуващ в град Болтън, Великобритания
- Ikarus Polaris (489) на шаси ДАФ, пътуващ в град Манчестър, Великобритания